# Antidiuretický hormon

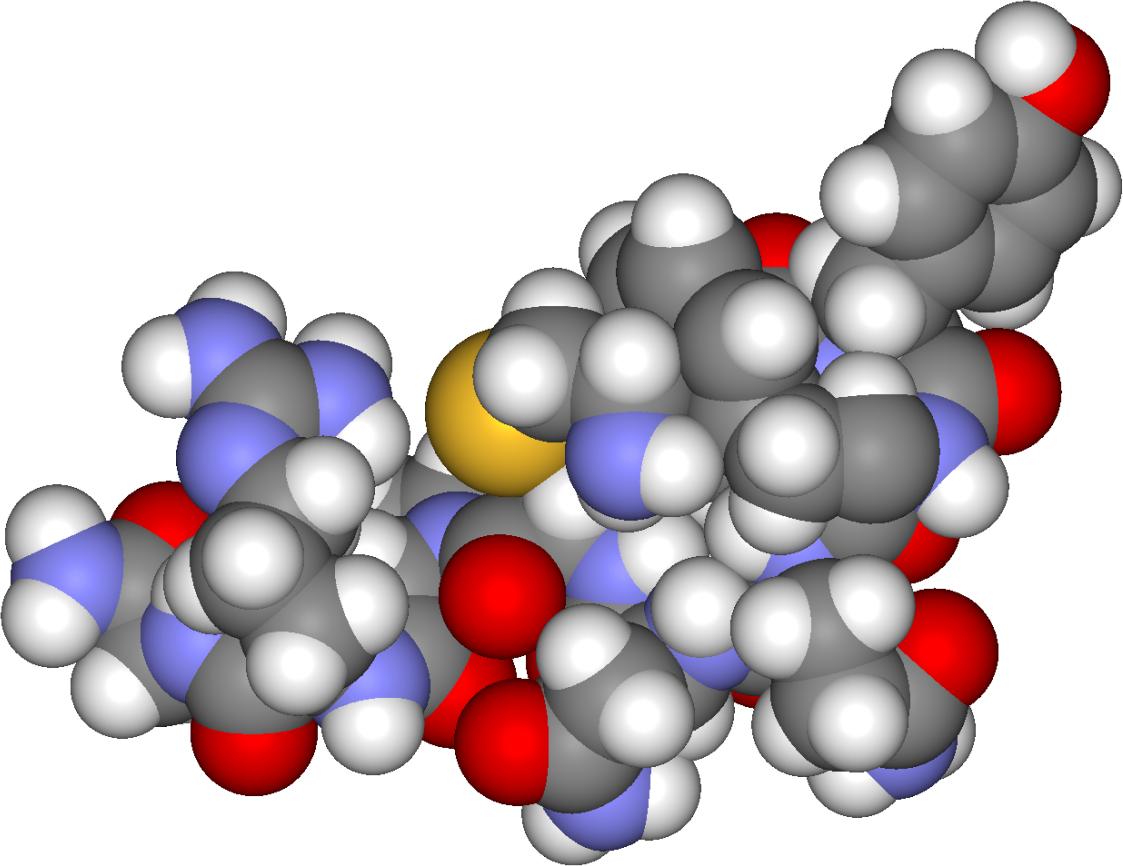
Argininový ADH, nejběžnější forma ADH

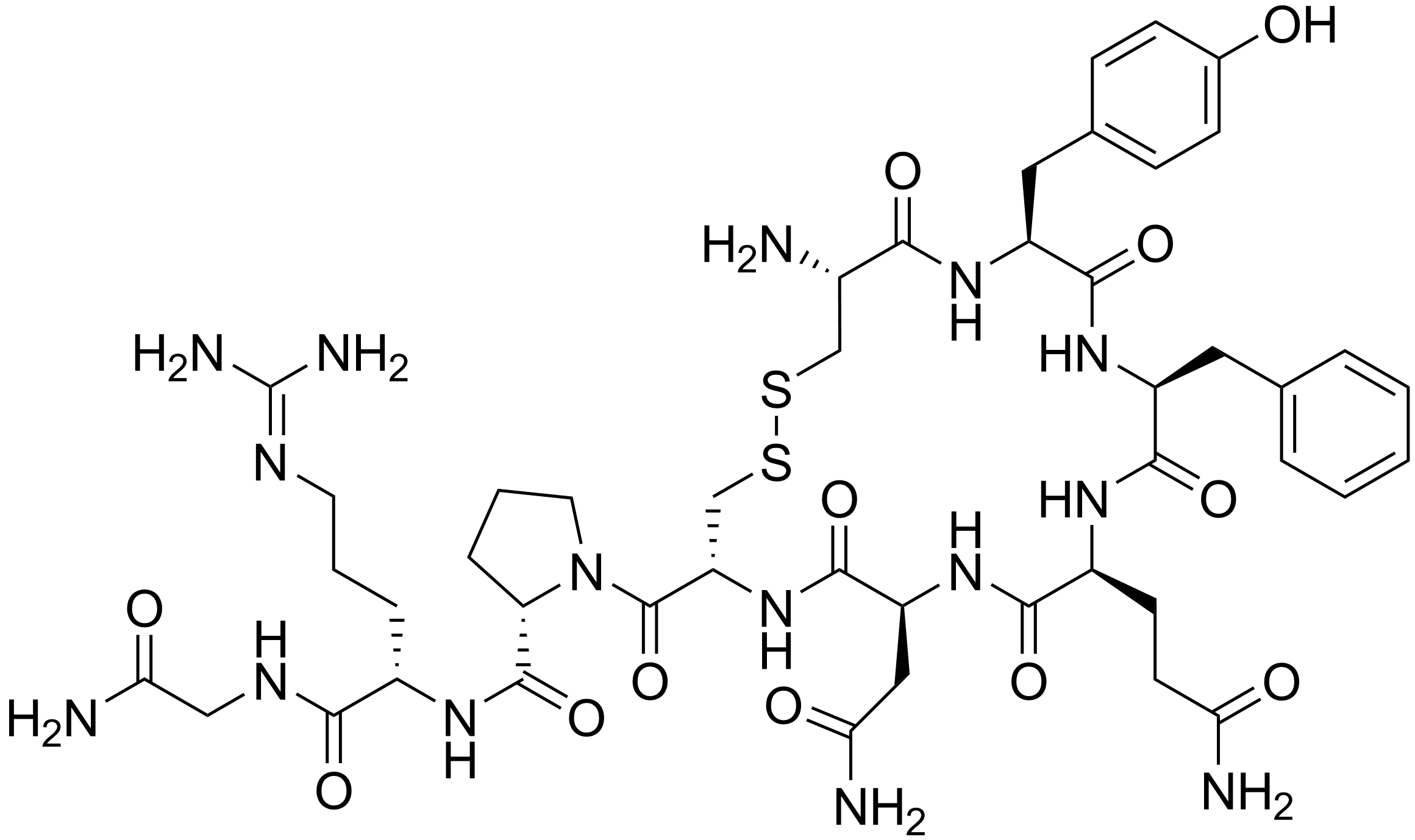
ADH – primární struktura peptidu, patrný je SS můstek

Antidiuretický hormon (ADH, též vazopresin) je peptidický hormon o délce 9 aminokyselin (takže se jedná o oligopeptid. V nejběžnější formě má sekvenci Cys-Tyr-Phe-Gln-Asn-Cys-Pro-Arg-Gly-NH2 (ale vyskytuje se i forma s lysinem na pozici 8 místo argininu). Název „antidiuretický hormon“ je odvozen ze skutečnosti, že působí proti diuréze, tedy tvorbě moči v ledvinách. Synonymum „vazopresin“ odkazuje na mechanismus tohoto účinku – má schopnost zužovat periferní tepénky a vlásečnice v ledvinách.
Vazopresin (a příbuzný oxytocin) se vyskytují zejména u obratlovců a zřejmě vznikly jistou genovou duplikací. Situaci však komplikuje skutečnost, že i u některých bezobratlých existují peptidy s podobnou strukturou a funkcí, jako vazopresin a oxytocin.

## Tvorba
ADH vylučují peptidergní neurony situované v hypothalamu (oblast mezimozku). Nevylučují však tento hormon do přilehlé tkáně, ale vysílají k tomu určené axony směrem do níže uložené neurohypofýzy – z ní pak probíhá vylučování do krevních kapilár.

## Účinky
ADH se váže na (s G proteinem spřažené) vazopresinové receptory několika typů: V1 (V1a a V1b) a V2 receptory (V2). Známější je fyziologická role na V2 receptory: když se na tyto receptory ve stěně sběrných kanálků v ledvinách naváže ADH, dochází k zvýšenému průchodu vody z ledvin do krve, a tedy k zahušťování moči. Z molekulárně biologického hlediska je toto zajištěno stimulací váčků s předem připravenými akvaporinovými kanály, a to zvýšením vnitrobuněčné koncentrace cAMP po navázání ADH na receptor V2 typu.
Zajímavé jsou však i V1 receptory, na něž ADH rovněž působí. V1a se nachází na vnitřním povrchu některých cév, hlavně v močovém měchýři a v kůži, a je schopen zužovat tyto cévní systémy (ale fyziologická role tohoto je neznámá). V1b receptory se nachází na buňkách produkujících ACTH) v předním laloku hypofýzy a zdá se, že ADH má i roli v tělesné odpovědi na stres. U jiných obratlovců má vazopresin, jenž se váže na V1 receptory v mozku, i další funkce: ovlivňuje agresivní a naopak „přátelské“ chování, rozpoznání vlastních potomků a péče o potomstvo, ale zřejmě také např. reakci na kinetózu.
Jedním z endokrinních projevů onemocnění zadního laloku hypofýzy (např. nádoru) je žíznivka ( centrální diabetes insipidus), při které je člověk neschopen zadržovat v organizmu vodu, tzn. člověk pak za den vylučuje 10 až 20 l vody – dechem, potem i močí. V případě poruchy vazby ADH na receptory sběrných kanálků ledvin vzniká periferní diabetes insipidus, se stejnými komplikacemi i následky.
Ethanol tlumí tvorbu adiuretinu, a proto je po požití alkoholu vylučováno větší množství moči. Kromě toho se tlumí produkce s vyšším věkem (starší člověk hůře pociťuje žízeň), dále v chladu a ve stresu.